# Korkbäume
Die Korkbäume (Phellodendron) sind eine Pflanzengattung innerhalb der Familie der Rautengewächse (Rutaceae). Die nur noch zwei Arten sind in Südost- und Ostasien verbreitet. Die korkige Borke des Amur-Korkbaums wird grob zermahlen und zu Korkprodukten gepresst. Der Kork wird ansonsten von der Korkeiche gewonnen, die nicht zu den Korkbäumen zählt.

## Beschreibung

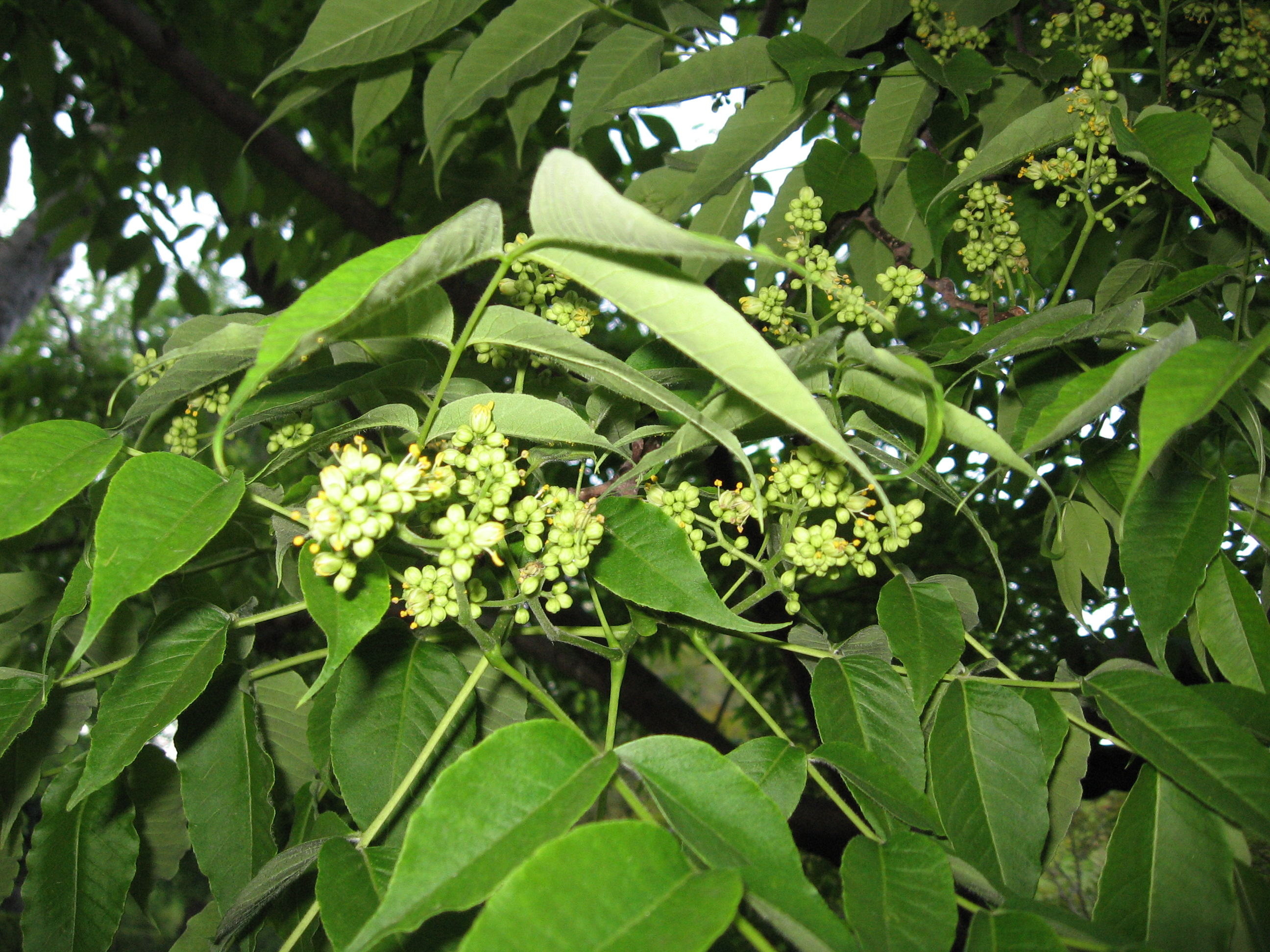
Laubblätter und Blütenstände des Amur-Korkbaum (Phellodendron amurense)

### Vegetative Merkmale
Korkbaum-Arten wachsen als sommergrüne Bäume. Der Name der Korkbaum stammt von ihrer meist sehr korkigen Rinde. Der Bast ist intensiv gelb gefärbt. Die Winterknospen verbergen sich in der Basis der Blattstiele.
Die gegenständig angeordneten Laubblätter sind in Blattstiel und -spreite gegliedert. Die Blattspreite ist unpaarig gefiedert und bestehen aus 5 bis 13 kurz gestielten Fiederblättchen. Diese fast ganzrandigen bis schwach gesägten Blättchen sind am Rand durchscheinend drüsig punktiert und duften aromatisch. Die Nebenblätter fehlen.

### Generative Merkmale
Korkbaum-Arten sind zweihäusig getrenntgeschlechtig (diözisch). Die Blüten stehen in endständigen, rispigen Blütenständen zusammen. Die funktionell eingeschlechtigen, relativ kleinen Blüten mit doppelter Blütenhülle sind von gelblich-grüner Farbe und meist fünfzählig. Die männlichen Blüten besitzen Staubblätter, einen Pistillode sowie einen Diskus, die weiblichen einen oberständigen, mehrkammerigen Fruchtknoten mit sehr kurzem Griffel und gelappter Narbe sowie Staminodien. Die schwarzen Steinfrüchte enthalten fünf einsamige Kerne.

## Verwendung
Korkbaum-Arten besitzen ein ringporiges Holz. Das wertvolle Kernholz wird für Schreinerarbeiten verwendet. Aus Bast, Früchten und Blättern können ätherische Öle gewonnen werden.

## Systematik
Gattung Phellodendron wurde 1857 durch Franz Joseph Ruprecht in Bulletin de la Classe Physico-Mathématique de l'Académie Impériale des Sciences de Saint-Pétersbourg, 15, 23–24, S. 353–356 aufgestellt. Typusart ist Phellodendron amurense Rupr.
In der Gattung Phellodendron gab es früher bis zu zehn Arten, seit Ma et al. 2006 sind noch etwa zwei Arten akzeptiert:
- Amur-Korkbaum, auch Japanischer Korkbaum genannt (Phellodendron amurense Rupr., Syn.: Phellodendron amurense var. sachalinense F.Schmidt, Phellodendron japonicum Maxim., Phellodendron lavalleei Dode, Phellodendron sachalinense (F.Schmidt) Sarg., Phellodendron wilsonii Hayata & Kaneh.) Er kommt in Ostasien (China, Japan, Taiwan, Russland und Korea) vor und wird in vielen anderen Ländern angepflanzt.[2]
- Chinesischer Korkbaum (Phellodendron chinense C.K.Schneid., Syn.: Phellodendron chinense var. glabriusculum C.K.Schneid., Phellodendron sinense Dode): Er kommt in China in den Provinzen Anhui, Zhejiang, Fujian, Henan, Hunan, Hubei, Gansu, Jiangsu, Guangdong, Guizhou, Shaanxi, Sichuan, Yunnan und Guangxi vor.[2]